# تشارلز ر. وير
تشارلز ر. وير (بالإنجليزية: Charles R. Ware)‏ هو ضابط أمريكي، ولد في 11 مارس 1911 في نوكسفيل في الولايات المتحدة، وتوفي في 4 يونيو 1942 في المحيط الهادئ.